# Sodegarami
Die Sodegarami, auch jap. Torimono sandogu, war eine japanische Stangenwaffe, die vom 13. bis zum 16. Jahrhundert von Polizisten verwendet wurde.

## Beschreibung und Aussehen
Diese Waffe besteht aus stabilem Holz und ist mit einem Kopf aus Eisen ausgestattet. Die Befestigung geschieht mit der Hilfe von Federn, die 50 bis 75 cm lang waren. Sie sind von beiden Seiten mit der Hilfe von Schrauben oder Bolzen am Schaft befestigt. An der Spitze war ein verschiedenartig geformter Kopf aus Eisen angebracht, der entweder einer Hellebarde oder einem Streitkolben ähnelte. An den Eisenschienen waren Nägel und kleine Klingen oder Stacheln angebracht. Die Spitzen der Köpfe waren so gestaltet, dass sie sich in Kleidung leicht verfangen konnten. Man konnte einem Straftäter oder einem Flüchtigen damit ernsthafte Verletzungen zufügen, was aber in erster Linie nicht Sinn der Sodegarami war. Sie diente hauptsächlich dazu, einen Straftäter festzuhalten, ihn bewegungsunfähig zu machen, den Widerstand zu brechen und zu überwältigen. Die Spitzen unterhalb des Kopfes dienten dazu, dass es dem Fixierten nicht gelingen konnte, die Waffe zu erfassen. Verwendet wurde die Sodegarami von Stadtwachen, polizeilichen Einrichtungen und Piratenjägern. Sie ähnelte dem Sasumata und dem Tsukubō. Die Sodegarami war vom 13. Jahrhundert bis zum 18. Jahrhundert in Gebrauch. Ihre Bedeutung verlor sich mit dem Aufkommen der Feuerwaffen in Japan. Sie ist in ihrer Funktion und Bestimmung verwandt mit den europäischen Menschenfängern.